# Derichebourg
Le groupe Derichebourg est un opérateur de services aux entreprises et à l'environnement. Présent dans 13 pays sur trois continents, le groupe compte, en 2022, 42 908 employés. Derichebourg est coté à la bourse de Paris au SBF 120.

## Histoire

### Les origines de la CFF
L'histoire de Derichebourg débute en 1956 avec la création de la Compagnie Française des Ferrailles (CFF) spécialisée dans les métaux ferreux et non-ferreux.
Le 23 avril 1963, la société est introduite à la Bourse de Paris.

### Naissance du groupe Derichebourg
En 2006, elle compte 3500 salariés et CFF Recycling acquiert Penauille PolyServices par échange d'actions. Cette offre valorise Penauille PolyServices à 119,9 millions d'euros. Elle se déroule en deux temps, d'une part une nouvelle société est créée : DJC, regroupant les deux entreprises. Celle-ci est possédée à 51 % par CFF Recycling, qui apporte 57 millions d'euros, et à 49 % par Jean-Claude Penauille. Puis CFF, à travers DJC, lance une offre d'acquisition sur Penauille PolyServices,.
Cette acquisition est liée aux difficultés qu'a Penauille PolyServices de se remettre de son endettement issu du rachat en 2001 de GlobeGround, filiale aéroportuaire de Lufthansa, pour 340 millions d'euros. Daniel Derichebourg, président de CFF Recycling, devient PDG du groupe.
Derichebourg est coté au SRD depuis le 18 juillet 2007, mais son action est sortie du SRD à la demande de la société le 27 avril 2009.

### Opérations et transformation (2009-2016)
En 2009, le club de rugby de Brive est vendu par Daniel Derichebourg au Brive Rugby SAS. De même les filiales « Multiservices » dans la sûreté et la sécurité sont aussi cédées en 2009.
En juillet 2013, Derichebourg vend pour 450 millions d'euros à Swissport ses activités aéroportuaires, regroupées sous la filiale Servisair (en) et intégrant les services d'assistance en escale, de gestion du carburant, de maintenance du matériel de piste et qui totalise un chiffre d’affaires de 700 millions d'euros. La filiale propreté en Irlande est rattachée à Servisair et cédée en même temps à Swissport.
Dans les premiers mois de 2015, Derichebourg annonce deux petites acquisitions : DAL, société allemande spécialisée dans l'intérim pour l'industrie, et Ingertec, entreprise de maintenance nucléaire. En juin 2015, Derichebourg acquiert 90 % de l'entreprise normande Bienstock, spécialisée dans le recyclage. En septembre 2015, Derichebourg acquiert les 51 % qu'il ne détenait pas encore dans l'entreprise portugaise Safira, spécialisée dans les services à la propreté et ayant 5 000 employés, pour un montant inconnu.
En octobre 2015, Derichebourg annonce l'acquisition du groupe Valerio. Cette société est spécialisée dans la collecte et le traitement des déchets métalliques ferreux et non-ferreux dans les Alpes-Maritimes (3 chantiers à Vallauris, Mougins et à l'est de Nice) et le Var (1 chantier à Pignans).
En janvier 2016, Derichebourg annonce l'acquisition auprès du Groupe Galloo de six centres de recyclage (collecte et préparation) de métaux ferreux et non-ferreux situés en Île-de-France (Bonneuil sur Marne, Ivry, Châtillon, Nanterre, Saint-Pierre-les-Nemours), et en Eure-et-Loir (Gellainville), et du fonds de commerce de la société Almetal Paris,.
En janvier 2016, Derichebourg annonce l’acquisition du groupe SLG Recycling. Le groupe SLG Recycling est spécialisé dans le recyclage des métaux ferreux et non-ferreux et le traitement des déchets issus de l’industrie et de l’artisanat. Il exploite 22 centres de recyclage principalement situés dans les régions Centre et Bretagne. Au cours de l’année 2014, le groupe SLG Recycling a réalisé un chiffre d’affaires de 85 millions d’euros et traité quelque 300 000 tonnes de déchets, et emploie 270 salariés,.
En juin 2016, le groupe Derichebourg annonce l'acquisition par sa filiale Derichebourg Propreté de la société de propreté et services associés Groupe Alter Services. La société a réalisé 17 millions d'euros de chiffre d’affaires en 2015, et emploie environ 1 000 salariés. Cette acquisition permet à Derichebourg Propreté de renforcer sa présence dans ces régions.
En juillet 2016, Derichebourg annonce le rachat de la société de recyclage de métaux Bartin Recycling Group, filiale de Veolia. Bartin Recycling est présent sur une vingtaine de sites en France, recycle jusqu'à 450 000 tonnes de métaux par an et emploie 300 collaborateurs,.

### De nouvelles opérations majeures (Depuis 2016)
En janvier 2021, le groupe annonce entrer en négociations pour le rachat de son concurrent Ecore / Guy Dauphin Environnement, espérant ajouter ses 1,2 milliard d'euros de chiffre d'affaires aux 2,5 milliards réalisés par Derichebourg sur l'exercice 2019-2020. Cette opération est finalisée à la fin de l'année 2021.
Une nouvelle opération marquante a lieu en mai 2022 avec la prise de 20% du capital d'Elior Group, faisant de Derichebourg le premier actionnaire. En décembre 2022, Derichebourg monte sa participation dans Elior à 48,4 %, contre 24,63 % avant cette opération. Cette prise de participation est faite en échange de l'apport des activités services de Derichebourg, employant 37 000 personnes pour un chiffre d'affaires de près de 950 millions d'euros,. La signature du protocole d'accord et du traité d'apport au sujet de la vente de Derichebourg Multiservices à Elior est officialisée le 6 mars 2023 et votée en assemblée générale le 18 avril 2023.
En novembre 2023, une cyberattaque fait perdre entre 15 et 20 millions d'euros à Derichebourg en raison de « l'indisponibilité temporaire du principal logiciel d'exploitation ».

## Principaux actionnaires
Liste des principaux actionnaires au 3 octobre 2019.
| Derichebourg (famille)           | 41,3% (>50% des droits de vote) |
| Norges Bank                      | 4,59%                           |
| Derichebourg (épargne salariale) | 0,98%                           |
| Ned Davis Research               | 0,026%                          |
| Columbia Management              | 0,0050%                         |
| Pinnacle Associates              | 0,0036%                         |

## Filiales et activités

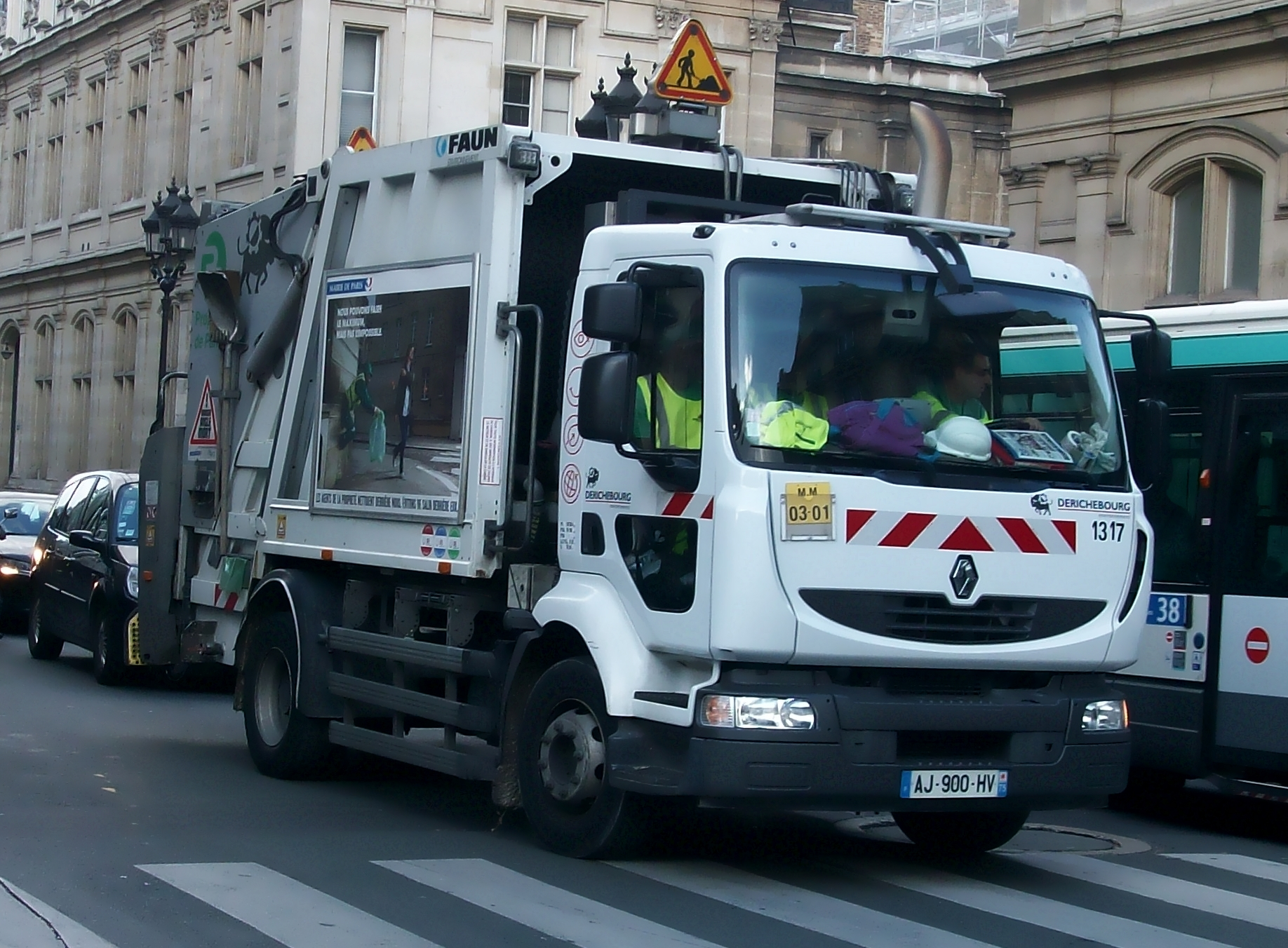
Camion poubelle parisien Derichebourg.

### Derichebourg Environnement
Derichebourg Environnement est surtout réputé pour ses activités de recyclage et de collecte de déchets. Sur cette dernière, l’entreprise est connue pour être présent dans les villes de Paris, de Marseille ou encore Montréal. Cette filiale est dirigée par Thomas Derichebourg, fils aîné de Daniel.
- Recyclage de ferrailles et métaux non ferreux et de biens de consommation en fin de vie : filiales en France : Revival (IDF et Nord), Eska (Est), Purfer (Rhône-Alpes - PACA - Languedoc-Roussillon), AFM (Ouest); filiales en Belgique (George), au Mexique (Derichebourg Recycling Mexico), aux États-Unis (Derichebourg Recycling USA), en Allemagne (Derichebourg Umwelt), Espagne (Derichebourg Medio Ambiente), Italie (CRS)
- Recyclage de l'inox et de l'aluminium : filiales Inorec et Refinal en France
- Recyclage des DEEE : filiales Fricom, Valme et Corepa en France
- Collecte des ordures ménagères : filiales Polyurbaine en France, San Germano en Italie,
- Collecte des déchets recyclables (plastiques, pneus, verre, papiers-cartons…)

### Autres participations
- Elior Group (à hauteur de 48,3% du capital)
- Château Guitteronde (Graves) près de Bordeaux

### Controverses
En juillet 2019, Adama Cissé, salarié de Derichebourg Environnement travaillant pour le marché « Propreté de Paris » est photographié par un passant en train de dormir sur l'espace public lors de sa pause. L'image est diffusée sur Twitter et suscite beaucoup de réactions. À la suite de cet incident, M. Cissé est licencié. Il saisit le conseil prud’hommal de Créteil pour licenciement abusif,.
En juin 2020, la filiale Derichebourg Aeronautics Services qui emploie 1600 personnes dans la région de Toulouse met en place un accord de performance collective, ce qui amène plusieurs syndicats à critiquer un chantage à l'emploi.